# یوگن یوهانسن
یوگن یوهانسن (انگلیسی: Eugen Johansen; ۱ فوریهٔ ۱۸۹۲ – ۳۱ دسامبر ۱۹۷۳) سوارکار اهل نروژ بود.